# Stefan Wessels (basket-ball)
Pour les articles homonymes, voir Stefan Wessels.
Stefan Wessels, né le 13 avril 1984, à Haarlem, aux Pays-Bas, est un joueur néerlandais de basket-ball. Il évolue aux postes d'ailier et d'ailier fort.

## Palmarès
- Champion des Pays-Bas 2005, 2008, 2009, 2012, 2015
- Coupe des Pays-Bas 2006, 2013, 2016
- Supercoupe des Pays-Bas 2013
- All-DBL Team 2013
- DBL All-Star 2010, 2011, 2012, 2013, 2014, 2015, 2016, 2017
- MVP du All-Star Game DBL 2013
- DBL All-Defense Team 2014